# Muzsna

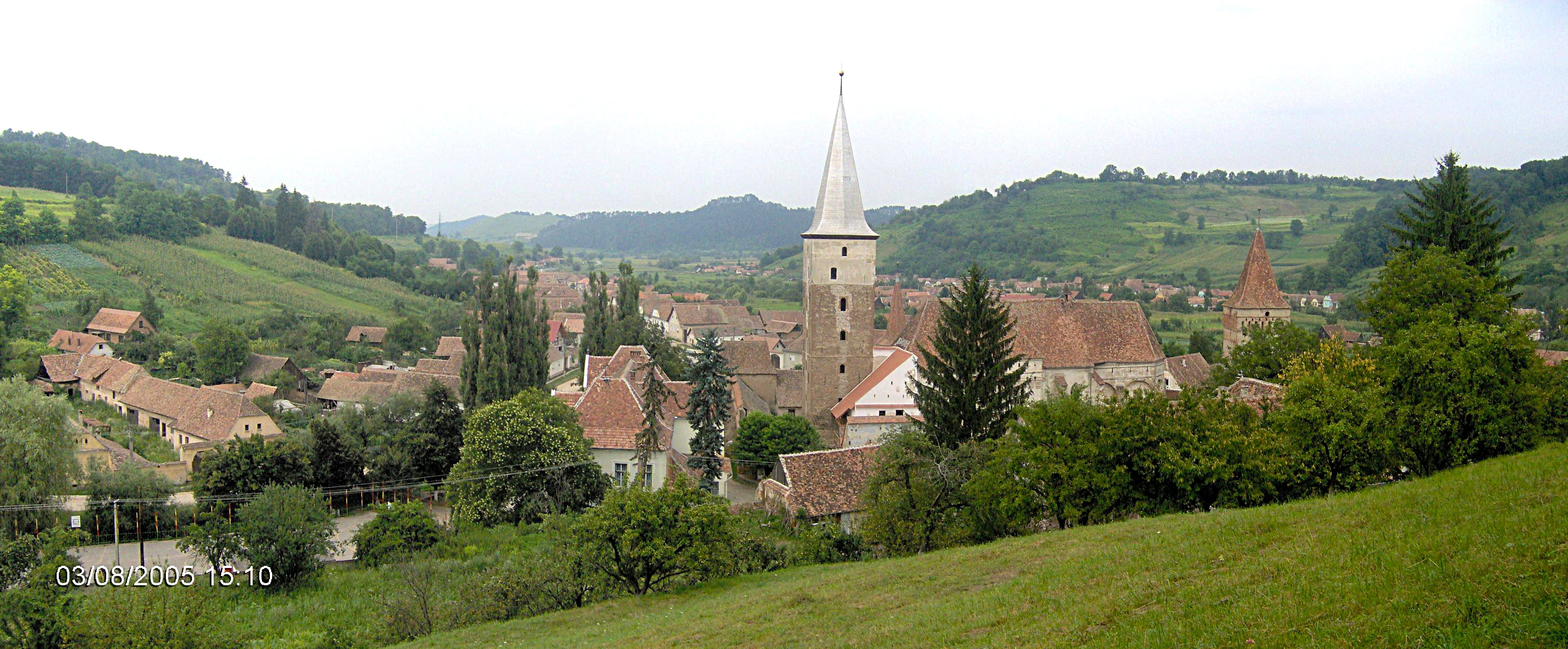
Látkép

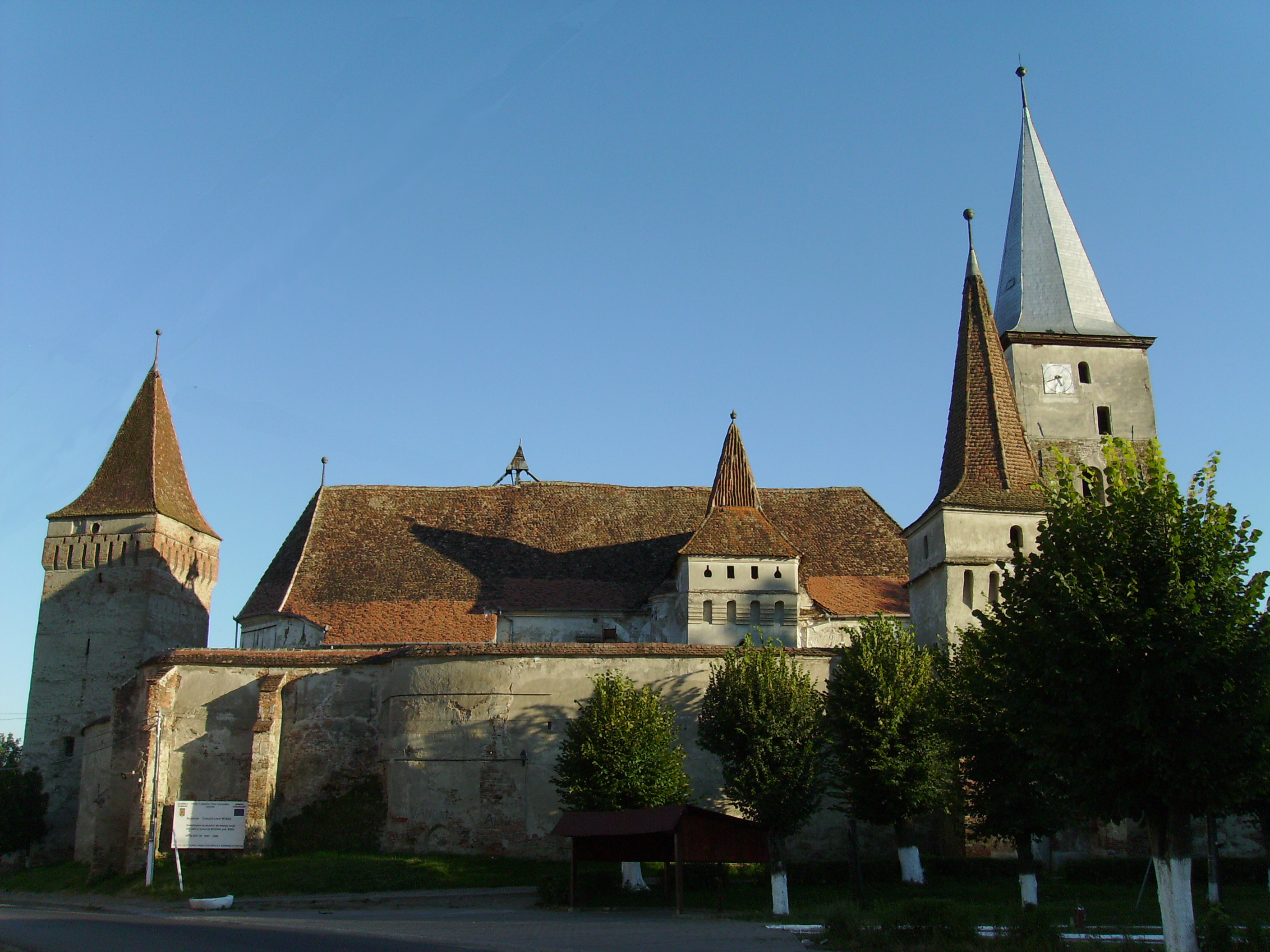
Az erődtemplom

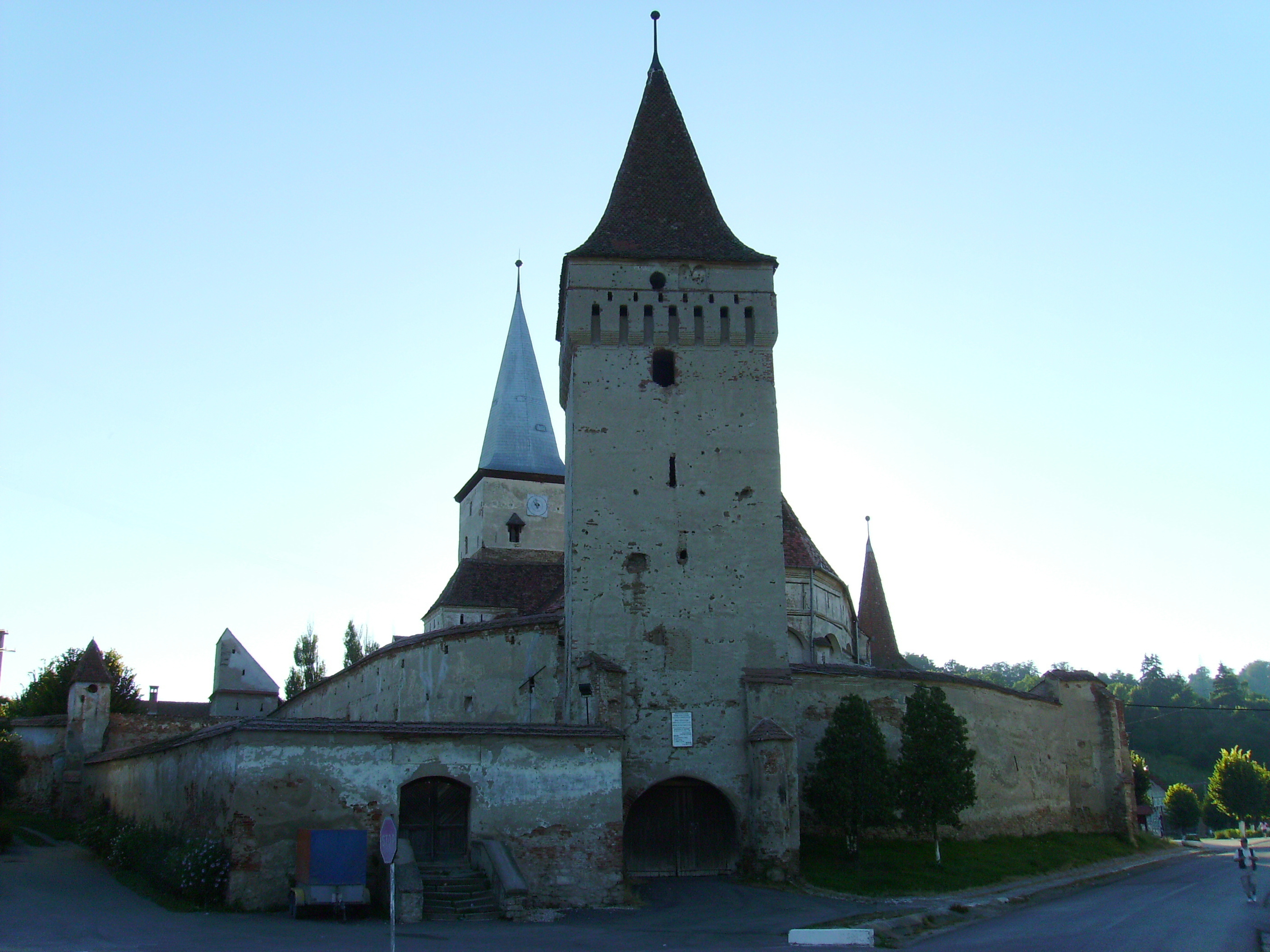

Muzsna (Szászmuzsna, románul: Moșna, Mojna vagy Meșindorf, németül: Meschen, szászul Maešn) falu Romániában, Szeben megyében, az azonos nevű község központja.

## Fekvése
Medgyestől 10 km-re délkeletre, a Muzsnai-patak völgyében fekszik.

## Nevének eredete
A szláv eredetű Mužina személynévből keletkezett. Először 1283-ban, Musna alakban említették.

## Története
Medgyesszéki szász szabadfalu, később mezőváros volt. Mint gazdag bortermelő helynek a középkor végén jelentősége Medgyesével vetekedett. 1396 és 1520 között 21 muzsnai diák tanult a bécsi egyetemen. II. Ulászló 1495-ben hetivásár és Szent György napján éves vásár tartására adott engedélyt. 1532-ben 232 gazdát írtak benne össze. Lakói 1528-ban arról panaszkodtak, hogy gerébjei kisajátították a szántók és erdők egy részét és a malmot. Határához csatolták 1474-ben az elhagyott Farkastelke, 1519-ben Weissdorf határának nagy részét. A 15–16. században több céhe is működött.
1555-ben I. Ferdinándtól újabb, Lőrinc napi országos vásár tartására nyert szabadalmat. Hetivásárát 1619-ig péntekenként, majd szombatonként tartották. 1605-ben többször átvonultak rajta Radu Șerban havasalföldi fejedelem csapatai. Barcsay Ákos 1658-ban részleges erdélyi országgyűlést tartott benne, melynek feladata az adók emeléséhez való hozzájárulás volt. 1662-ben előbb Kemény János seregei fosztották ki, majd tizenhárom hétig benne állomásozott I. Apafi Mihály kétezer török katonája. Később is sokat szenvedett a katonaságtól – 1696 és 98 között császári zsoldosokat kvártélyoztak be itt.
Az 1709–10-es pestisjárvány idején sok medgyesi keresett benne menedéket, és egy időre ide helyezték át a város és a szék hivatalait. A másfél évszázados nélkülözés után, 1720-tól gazdasága ismét fellendült, lakossága német anyanyelvű ausztriai telepesekkel, románokkal és cigányokkal gyarapodott. A szászok távozásáig a románok többsége a falu déli részén, a cigányok pedig az északi falurészben éltek. 1750-ben 205 háztartásból állt. Az 1771-es nagy tűzvészben 75 szász és 25 román ház égett le. 1800-ból való az első feljegyzés ortodox román iskolájáról. A románok egy részéből 1829-ben megalakult a görögkatolikus egyházközség, amely 1850-re épített magának kőtemplomot. 1847 és 1849 között itt szolgált lelkészként Stephan Ludwig Roth. Ő alapította a helységben az első erdélyi szász óvodát 1848. április 9-én. A székely felkelők 1848 októberében felgyújtották. Itt tartóztatták le Roth-ot a forradalmi magyar hatóságok 1849. április 10-én.
1876-ban az akkor létrehozott Nagy-Küküllő vármegyéhez csatolták. A 19. század második felében viszonylag korán tömegessé vált a kivándorlás, amely 1887-ben érte el a tetőpontját: ekkor 350 lakosa tartózkodott külföldön – közülük később 170-en tértek haza. A határ tagosítását 1898-ra fejezték be. Az 1900-as években a szász gazdák átlagosan tíz, a románok három holdon gazdálkodtak. Az 1921-es romániai földreform a község földjeinek 55%-át és az evangélikus egyházközségéinek is több mint a felét kisajátította. Az első román bíró 1935 és 1939 között volt hivatalban.
1944-ben, a szovjet csapatok bevonulása után német zuhanóbombázók támadták. 1945. január 14-én 250 szász lakosát hurcolták kényszermunkára a Szovjetunióba, akik nyolc fő kivételével 1951-re tértek haza. Hét szomszédságát 1948-ban négyre vonták össze. A szász lakosság túlnyomó többsége 1970–78 és 1986–92 között Németországba emigrált. Az új hazában 1983-ban tartották első falutalálkozójukat. A faluban főként a közösség marginális helyzetű, nagyrészt szász–cigány vegyes házasságban élő tagjai maradtak, akik az 1990-es években újraszervezték közösségi életüket. Korábbi híres, főként a neuburger szőlőfajtán alapuló bortermelése megsínylette a szászok kivándorlását, a kiskapusi koromgyár szennyezését és a szőlőbirtokok felaprózódását. A faluban állami gazdaság is működött, amelyben a 90-es évek végén máramarosi és moldvai munkások dolgoztak. A község élére 1996-ban magyar nemzetiségű polgármester került.

## Népessége
- 1850-ben 1623 lakosából 1012 volt német, 454 román és 155 cigány nemzetiségű; 1012 evangélikus, 497 ortodox és 112 görögkatolikus vallású.
- 2002-ben 2326 lakója közül 1667 volt román, 523 cigány, 71 német és 64 magyar nemzetiségű; 1996 ortodox, 116 evangéliumi keresztény, 60 evangélikus, 56 pünkösdista és 36 református vallású. A környezetük és a község nemhivatalos nyilvántartása által cigányoknak tartottak száma azonban 1999-ben az összlakosság 52%-ára rúgott.[3]

## Látnivalók
- Az evangélikus erődtemplom. A késő gótikus teremtemplom 1485 és 1498 között épült. Különösen értékes az az emeletes sekrestyébe vezető ajtó, pálcatagos díszítésű, gyámköves kerettel és baldachinnal, valamint a tizenkét méter magas, toronyszerű, csipkézett szentségház, a nagyszebeni Andreas Lapicida munkái. Az 1640-es tűzvész után 1658-ra állították helyre. Oltárát 1834-ben Csűrös József készítette. Nyugaton sokszögű, keleten ovális védőfala és különböző védőművei 1500 után épültek. A védőfalba északkeleten részben beépítettek egy középkori temetőkápolnát. A nagy kaputorony 1589-re, a nyugati torony 1592-re készült el. Délen 1616 és 41 között egy zwingerrel (külső fallal) egészítették ki. A templomot 1998-ban meglátogatta Károly walesi herceg, felújítása zajlik.
- A Neugasse 206. szám alatti lakóház 1724-ben épült.
- A parókia mai formáját az 1794-es újjáépítés alakította ki. Előtte 1999-ben állították fel Stephan Ludwig Roth mellszobrát.
- Ortodox temploma 1784-ben épült, 1841-ben újjáépítették.

## Híres emberek
- Itt szolgált evangélikus lelkészként 1847 és 1849 között Stephan Ludwig Roth.

## Testvértelepülései
- Ilsfeld, Németország

## Képek

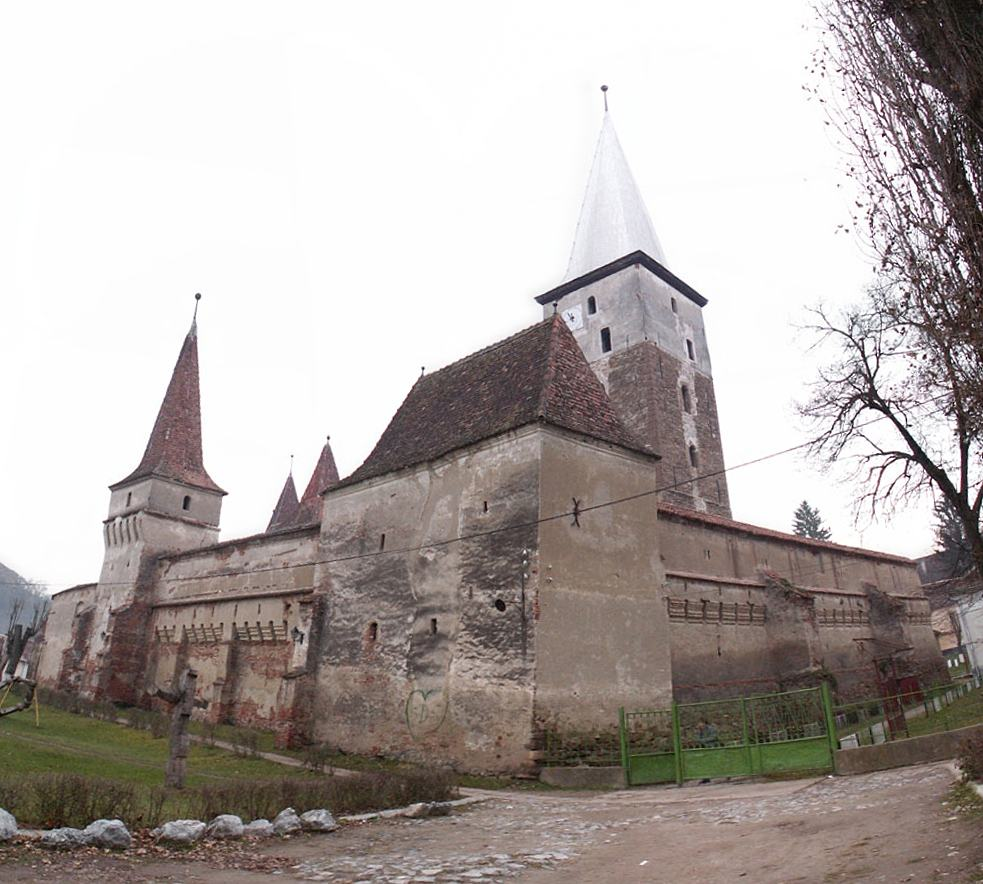
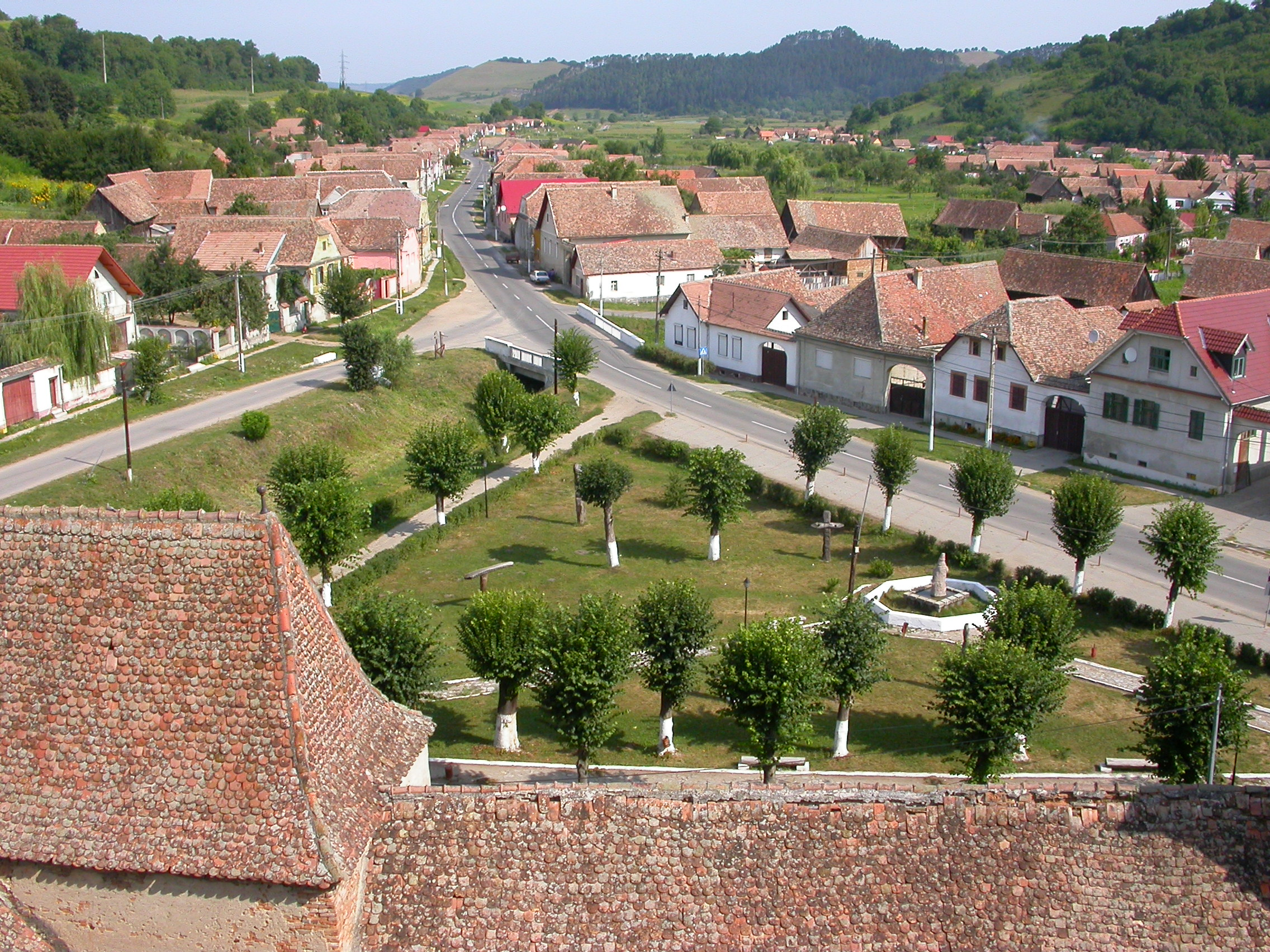
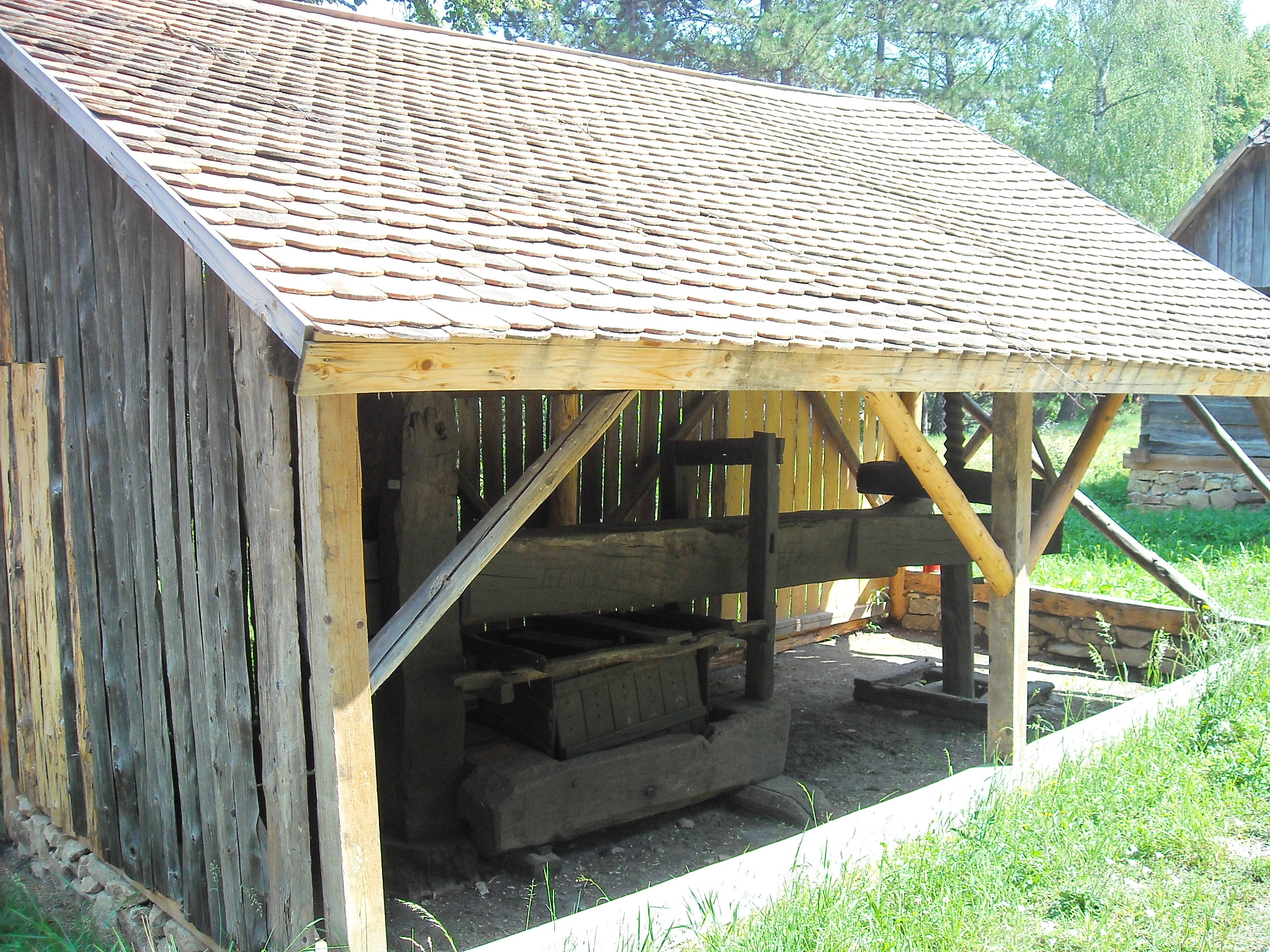
Muzsnai szőlőprés 1841-ből